# Maria Stamatoula
Maria Stamatoula (15 de agosto de 1972) es una deportista griega que compitió en atletismo adaptado. Ganó una medalla de bronce en los Juegos Paralímpicos de Pekín 2008 en la prueba de lanzamiento de peso (clase F32-34/52/53).

## Palmarés internacional
| Juegos Paralímpicos | Juegos Paralímpicos | Juegos Paralímpicos | Juegos Paralímpicos |
| Año                 | Lugar               | Medalla             | Prueba              |
| ------------------- | ------------------- | ------------------- | ------------------- |
| 2008                | Pekín (China)       | Medalla de bronce   | Peso F32-34/52/53   |